# Svipdags sång
Svipdagsmál (Svipdags sång) är det namn som Sophus Bugge år 1860 gav som huvudtitel på de båda eddasångerna Grógaldr (Groas trollsång) och Fjölsvinnsmál (Sången om Fjölsvinn), båda troligen från sent 1200-tal. Redan 1854 hade Svend Grundtvig, i samband med utgivningen av Danmarks gamle Folkeviser, påvisat att inledningen av den danska balladen om Ungen Sveidal motsvarar handlingen i Grógaldr. Bugge fann senare att samma ballads avslutning överensstämmer med handlingen i Fjölsvinnsmál. Dessa båda eddadikter har alltså utgjort början och slutet på en och samma berättelse, vars enhet finns bevarad i balladen. Att berättelsen en gång i tiden kan ha varit vida känd framgår av att balladen finns i flera varianter, av vilka några också har upptecknats på svenskt område som Unge Herr Svedendal och Hertig Silfverdal.

## Grógaldr

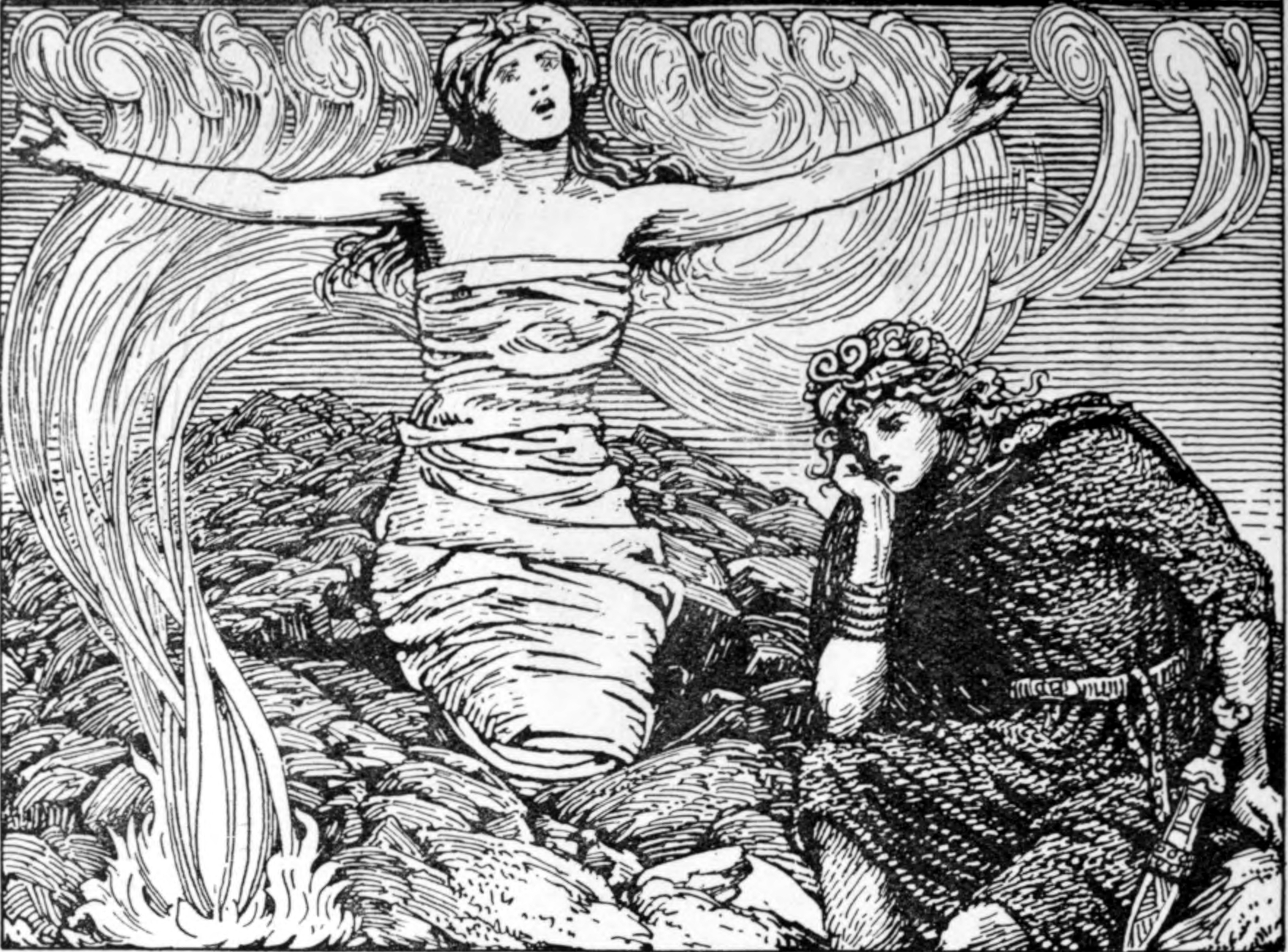
Uppväckt ur graven lär Groa, genom att sjunga för Svipdag, nio galder att användas till att vinna Menglöds hand. Illustration från 1908 av William Gershom Collingwood.

I Grógaldr har en yngling (som i Fjölsvinnsmál kallas Svipdag) av sin onda styvmor tvingats på friarfärd till gudinnan Menglöd, trots att han själv anser sig vara alltför ung för ett sådant företag och inte tror sig om att kunna överleva den farliga färden. Han uppväcker då ur graven sin döda mor, völvan Groa, och ber henne gala galdrar som kan skydda honom:
| Galdra þú mér gal, þá er góðir eru, bjarg þú, móðir, megi. Á vegum allr hygg ek at ek verða muna, þykkjumk ek til ungr afi. | Gal mig galdrar som goda är, fräls din förstfödde, mor! Jag går under annars på oviss färd, alltför ung som jag är. |  |

Groa galer då nio galdrar, vilkas verkan hon också förklarar.

## Fjölsvinnsmál

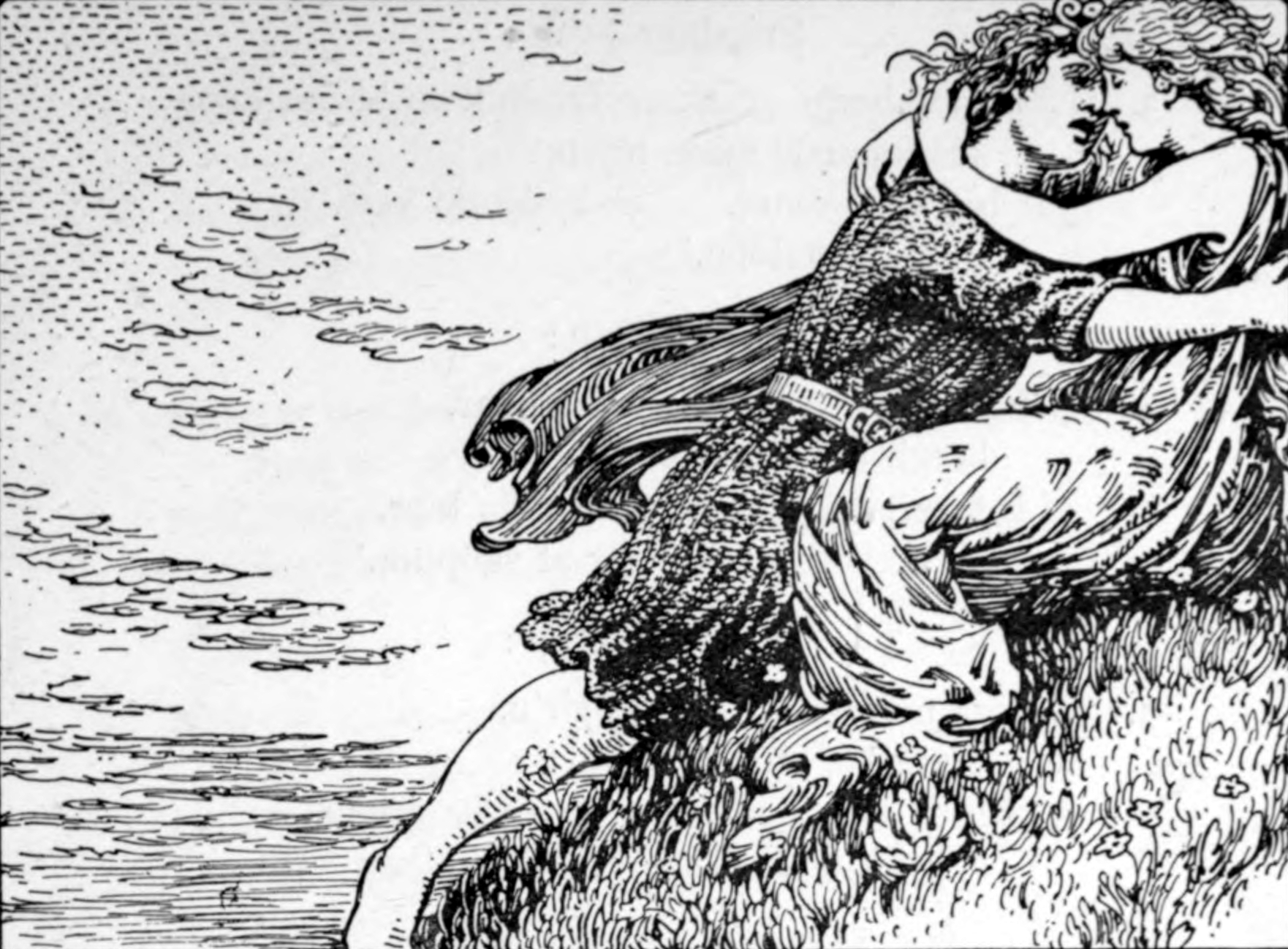
Svipdag och Menglöd. Illustration från 1908 av William Gershom Collingwood.

I Fjölsvinnsmál har Svipdag nått fram till Menglöds borg som vaktas av jätten Fjölsvinn. Denne försöker jaga bort honom, men Groas nionde galder ger honom "mål och manvett" att locka in jätten i ett samtal. Svipdag börjar med att fråga ut Fjölsvinn om borgen och kvinnan som bor där. Sedan blir frågorna av mer allmänmytologisk natur, och Fjölsvinn – vars namn betyder "den mångvetande" – får tillfälle att briljera med sin kunskap. Den sista fråga som Svipdag ställer gäller om Menglöd har någon man. Fjölsvinn svarar:
| Vætr er þat manna, er knegi á Menglaðar svásum armi sofa, nema Svipdagr einn, hánum var sú in sólbjarta brúðr at kván of kveðin. | Den man ej finns som på Menglöds arm, den vänas, i vällust får vila, utom Svipdag blott, som åt solljus brud av ödet till äkta lovats. |  |

Svipdag, som inte tidigare har talat om vem han är, nämner då sitt namn och den ointagliga borgen öppnar sig av sig själv. De blodtörstiga hundar, som vaktat den, blir fromma som lamm och Menglöd rusar Svipdag till mötes.

## Lakunen
Någon eddadikt om Svipdags färd finns inte och har kanske aldrig funnits. Sophus Bugge ansåg det vara mest sannolikt att Svipdags resa endast har existerat som prosaberättelse. I flera av Eddans hjältesånger binds de poetiska avsnitten samman av förklarande berättelser på prosa, och ett sammanhängande "Svipdagsmál" kan ha haft en liknande disposition. Dessutom är övergången mellan de två partier i balladerna om Ungen Sveidal, som motsvarar Grógaldr och Fjölsvinnsmál, ytterst knapphändig.
Han red over det vilde Hav
og gjennem de mørke Skove,
til han kom til det samme Slot,
hans Fæstemø monne inde sove.
Så sammanfattas Svipdags resa i en av balladversionerna. Om Grógaldr och Fjölsvinnsmál ursprungligen har varit en sammanhängande dikt, kan övergången ha varit lika kortfattad. Vad som talar för denna möjlighet är att början på dikten Fjölsvinnsmál saknas. Här finns alltså en passande lucka, som skulle ha kunnat innehålla en kort sammanfattning av resan.
Icke desto mindre gör antydningar i de båda dikterna det sannolikt att det faktiskt har funnits en utförligare berättelse om Svipdags färd – på vers eller prosa. Det har också gjorts försök att rekonstruera hur denna berättelse kan ha sett ut. Ett sådant försök gjordes av Viktor Rydberg; ett annat (som delvis bygger på Rydberg) har gjorts av Eysteinn Björnsson. Båda fann det troligt att Svipdag inte bara har korsat strida strömmar och stormiga hav, utan även har färdats genom underjorden/dödsriket, där hans uppdrag varit att hämta ett förtrollat vapen kallat Lævateinn.

## Tolkningar

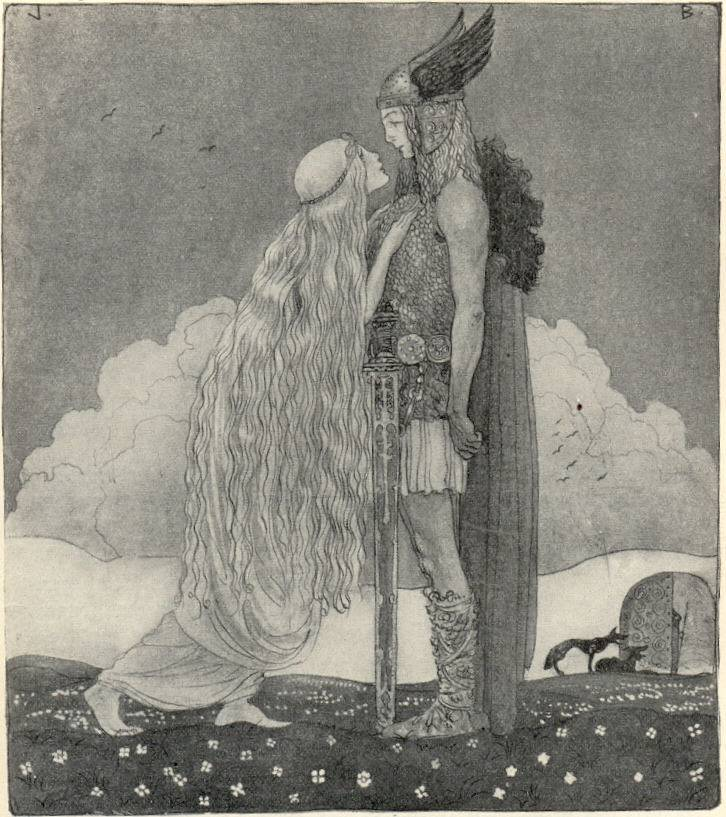
Freja och Svipdag. Illustration av John Bauer till Viktor Rydbergs Fädernas gudasaga, 1911. Det är Menglöd som här kallas Freja; hennes vakthundar Gífr och Geri skymtar i bakgrunden vid den nu öppna porten i muren.

Ett problem – som framför allt gäller Fjölsvinnsmál – är att nästan inga mytologiska personer, platser eller föremål nämns med sina riktiga namn. Allt är dolt i omskrivningar. Yggdrasil kallas till exempel för Mímameiðr; med Viðofnir avses troligen Gullinkambe; Þrymgjöll är kanske Valgrind, Hyr kan vara Valhall, och så vidare. Dessutom förekommer mytologiska gestalter som inte är lätta att känna igen. Det gäller till exempel den ktoniska gudinnan Sinmara; en gud vid namn Svafnþorinn samt flera diser och dvärgar. Åtminstone skenbart beskriver dikten ett alternativt mytologiskt universum. Att Menglöd i denna "parallellvärld" skulle vara Freja föreslogs redan av Jacob Grimm 1835. Viktor Rydberg byggde vidare på samma tolkning. Svipdag identifierade han följaktligen som Frejas ständigt frånvarande make Od (Óðr), och eftersom han gissade att Svipdags mor Groa var identisk med den völva som i Skáldskaparmál 17 misslyckas med att galdra en brynstensskärva ur skallen på Tor, kunde han även ge Svipdag en far, nämligen Groas (nästan okände) make Aurvandil (eller Örvandel). Fjölsvinn igenkände han som Oden – trots att denne vanligen inte brukar räknas till jättarna.
Filologen Hjalmar Falk tog sig på 1890-talet an uppgiften att klarlägga Svipdagsmáls litterära källor och förebilder. Diktens handling ansåg han vara ett hopkok på den gaeliska sagan om Culhwch och Olwen i Mabinogion och sagan om den heliga Graal. Menglöds borg på Läkedomsberget (Lyfjaberg) skulle då vara identisk med graalsagans slott på frälsningsberget Montsalvage. Senare har Einar Sveinsson också funnit beröringspunkter mellan Svipdag och den i sagolandet kringflackande iriske hjälten Art mac Cuinn.
Religionshistorikern Jan de Vries har framför allt uppmärksammat de folksagomotiv som finns i dikten ("den onda styvmodern", "Törnrosamotivet", med flera). Han drog slutsatsen att Svipdagsmál är en pseudomytologisk lärdomsdikt från högmedeltiden – en studie i eddisk stil snarare än en eddadikt i egentlig mening.
Icke desto mindre är det, enligt Rudolf Simek, troligt att dikten har bevarat rester av en hednisk myt om en guds friarfärd till en gudinna. Otto Höfler och F.R. Schröder förespråkade en naturmytologisk tolkning av dikten, enligt vilken Svipdag – vars far kallas Sólbjartr ("den ljusa solen") – som vårens gud friar till växtlighetens gudinna.

### En matriarkalisk dikt
I Groas nio galdrar, liksom i Fjölsvinnsmáls lista med frågor och svar, har man också tyckt sig skönja drag av en urgammal initiationsrit. Lotte Motz trodde att både Groa och Menglöd (Svipdags mor och brud) var olika uppenbarelseformer av modergudinnan. Båda tilltalar Svipdag med ordet mögr – som betyder "son" – och måste därför vara samma väsen, menade hon. Mot detta har dock invänts att mögr har ett vidare betydelsefält än vad denna tolkning förutsätter.
Motz noterade också att diktens könsmaktsordning är matriarkalisk. I den värld där Svipdag rör sig är det kvinnor som har makten. Det är styvmodern som tvingar ut honom på friarfärd, och det är modern som hjälper honom att överleva. Ödesgudinnorna Urd och Skuld ger honom skydd. Resan tillhör lakunen, men det verkar som om Svipdag här har konfronterat två farliga kvinnoväsen: "en död kristen kvinna" och en underjordisk härskarinna vid namn Sinmara. Svipdag är alltså, från diktens första till dess sista strof, helt utlämnad åt kvinnliga makter. När han äntligen når fram till resans mål är det Menglöd som tar kommandot.
Hon börjar med att fara ut i grova hotelser mot Fjölsvinn, då denne kommer för att anmäla Svipdags ankomst:
| Horskir hrafnar skulu þér á hám galga slíta sjónir ór, ef þú þat lýgr, at hér sé langt kominn mögr til minna sala. | Hugvisa korpar i högrest galge hacke dig ögonen ut, om lögn det är att långväga från min man till mitt möte kommit! |  |

Av Svipdag kräver hon legitimation (eller motsvarande) – hon vill ju vara säker på att han är den rätte:
| Hvaðan þú fórt, hvaðan þú för gerðir, hvé þik hétu hjú? At ætt ok nafni skal ek jartegn vita, ef ek var þér kván of kveðin. | Varifrån kommer du, varifrån for du, vad hette du hos ditt hemfolk? Av ätt och namn vill jag äga visshet om man lovade mig till din maka. |  |

#### Skírnismál
En annan eddadikt som mycket påminner om Svipdagsmál är Skírnismál från senhednisk tid. Båda dessa dikter är på ljóðaháttr, har dialogform och handlar om ett frieri i gudavärlden. I Skírnismál sitter diktens kvinnliga huvudperson – den sköna Gerd – bakom  en mur av eld, bevakad av hundar och en väktare. Detsamma gör Menglöd i Svipdagsmál. Den "eldmur" som det talas om heter på norröna vafrlogi och översätts ibland "drakeld", eftersom den i senare folktro troddes vara en fladdrande låga som kunde röja var det fanns nedgrävda skatter. Men i eddadiktningen rör det sig om en magisk eld som är helt ogenomtränglig, såvida man inte har tillgång till en särskilt orädd häst som kan hoppa över flammorna. Gerds och Menglöds belägenhet är sålunda likartad, och man kan utgå från att båda dikterna är sprungna ur samma berättartradition.
Men i Skírnismál är det den manliga parten – guden Frej – som håller på att förgås av åtrå. Gerd, som han älskar, avskyr honom och diktens syfte är att visa hur hon genom hot och utpressning tvingas till underkastelse.
I Svipdagsmál är det gudinnan Menglöd som sitter och trånar. Svipdag, däremot, har mot sin vilja tvingats ut på friarfärd. När han äntligen når fram är det Menglöd som avgör om hon kan godkänna honom. Till skillnad från Gerd protesterar inte Svipdag mot det påtvingade äktenskapet, men hans roll är passiv.

### En hednisk dikt (?)
Finnur Jónsson trodde att Svipdagsmál var en hednisk dikt från 900-talet. Varken Grógaldr eller Fjölsvinnsmál anses dock numera vara äldre än från 1200-talet, varför det hedniska kan ifrågasättas. Men när kristen tro sattes i lag på Island genom det berömda alltingsbeslutet år 1000, fastslogs även att var och en fick behålla hednisk tro och rit så länge det skedde i lönndom. Öppen avgudadyrkan däremot skulle straffas med fredlöshet, om det fanns vittnen som kunde intyga vad som skett. Hur lång tid efter kristnandet som det ännu fanns kvar hedningar på Island kan vi inte veta. Eysteinn Björnsson har dock tänkt sig möjligheten att Svipdagsmál är en äkta hednisk dikt skriven mer än 200 år efter kristnandet. Det skulle förklara varför alla mytologiska namn är dolda i omskrivningar. "Man kan anta att mytologiska dikter, tillkomna efter kristnandet, skrevs som gåtor för att dölja det hedniska innehållet för kristna makthavare." Författaren skulle med andra ord ha haft den utstuderade avsikten att vara så obegriplig som möjligt för en kristen publik.